# Гарапко, Иван Иванович
Ива́н Ива́нович Гара́пко (укр. Іван Іванович Гара́пко; 1909, Завидово, Австро-Венгрия (ныне Мукачевский район, Закарпатская область, Украина) — 2002, Ужгород) — украинский и советский скульптор, педагог, ректор Закарпатского художественного института (1946—1958). Член Союза художников Украинской ССР (с 1947) и Национального союза художников Украины.

## Биография

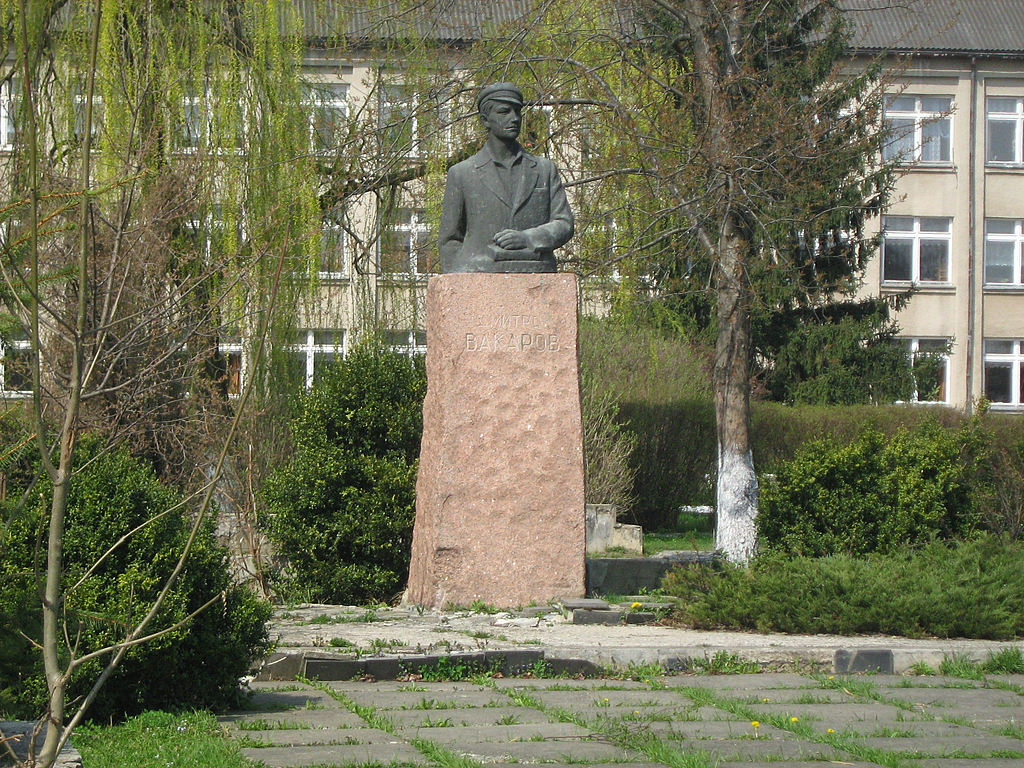
Памятник русскому поэту Дмитрию Онуфриевичу Вакарову (1920—1945) в родном с.Иза Хустского района Закарпатской области (Украина)

Родился 30 сентября 1909 года в крестьянской семье в Завидово (Австро-Венгрия). С детства мечтал стать мастером столярного дела, любовь к созданию изделий из дерева привела его в школу резьбы по дереву села Ясиня. Во время учёбы юноша проявил такой художественный талант, что учителя посоветовали ему поступать на скульптурный факультет Высшей художественно-промышленной школы Праги, где он настойчиво учился рисунку, живописи, композиции, скульптуре и другим специальным дисциплинам у Карела Дворжака, Яна Лауды, Йозефа Маржатки. Уже на 3 курсе И. Гарапко получил сразу две поощрительные премии пражской выставки «Ателье молодых», которые принесли ему признание и большие перспективы. Летом 1939 года, после успешного завершения обучения в Пражской высшей художественно-промышленной школе, юноша получил диплом академического скульптора и направление на дальнейшее обучение в Париже. Но скульптор в преддверии Второй мировой войны вернулся на родину.
Участник Великой Отечественной войны, добровольцем вступил в Советскую армию, участвовал в боях за освобождение края. Награждён правительственными наградами СССР. Тема войны была ему настолько близкой, что в течение жизни он создал немало работ, исполненных силы художественной правды, например, «Встреча братьев» или «Пожатие руки освободителя».
С 1945 до выхода на пенсию в 1974 году И. Гарапко занимался воспитанием нескольких поколений художников и скульпторов, работал педагогом, а с 1946 по 1958 год (в сложный послевоенный период становления образовательного учреждения) был директором училища прикладного искусства, затем ректором Закарпатского художественного института (1946—1958). В 1958—1976 годах — преподаватель Ужгородского училища прикладного искусства.
В 1984 году, когда при областной организации Союза художников УССР была создана секция скульптуры, И. Гарапко стал её первым председателем.
Умер в Ужгороде 12 мая 2002 года.

## Творчество
Для творчества И. Гарапко характерны простота и непринуждённость, высокая и своеобразная пластическая культура. Любимый прием — монументальное обобщение образов героев.
Автор ряда скульптур из глины, пластилина, гипса, вырезаных из дерева и мрамора. Немало его работ участвовали во всесоюзных выставках, скульптуры украшали главные площади нескольких закарпатских городов и сёл, а мемориальные доски, изготовленные мастером, украшают ужгородские дома.
С 1947 года — участник областных художественных выставок, с 1972 — всеукраинских и всесоюзных. Его работы хранятся в Закарпатском краеведческом и художественном музеях.

## Избранные работы
- «Танец девушек» (1946),
- «Телятницы» (1953),
- «П. Милославский» (1954),
- «Лесоруб» (1961),
- «Материнство» (1969),
- «В поле» (1972),
- «На пляже» (1977, 1995),
- «Три всадника» (1984),
- «Ю. Гойда»(1988),
- «А. Эрдели» (1989),
- «Семейное счастье» (1990),
- «Счастливая семья» (1991);
- серия «Писатели и деятели культуры Советского Закарпатья» (1976);
- памятники — Герою Советского Союза С. Вайде (1976) и поэту Д. Вакарову (1988).

## Награды
- Лауреат областной премии имени Иосифа Бокшая и Адальберта Эрдели в области изобразительного и декоративно-прикладного искусства.